# 米尼尼昂省
10°0′N 7°50′W / 10.000°N 7.833°W

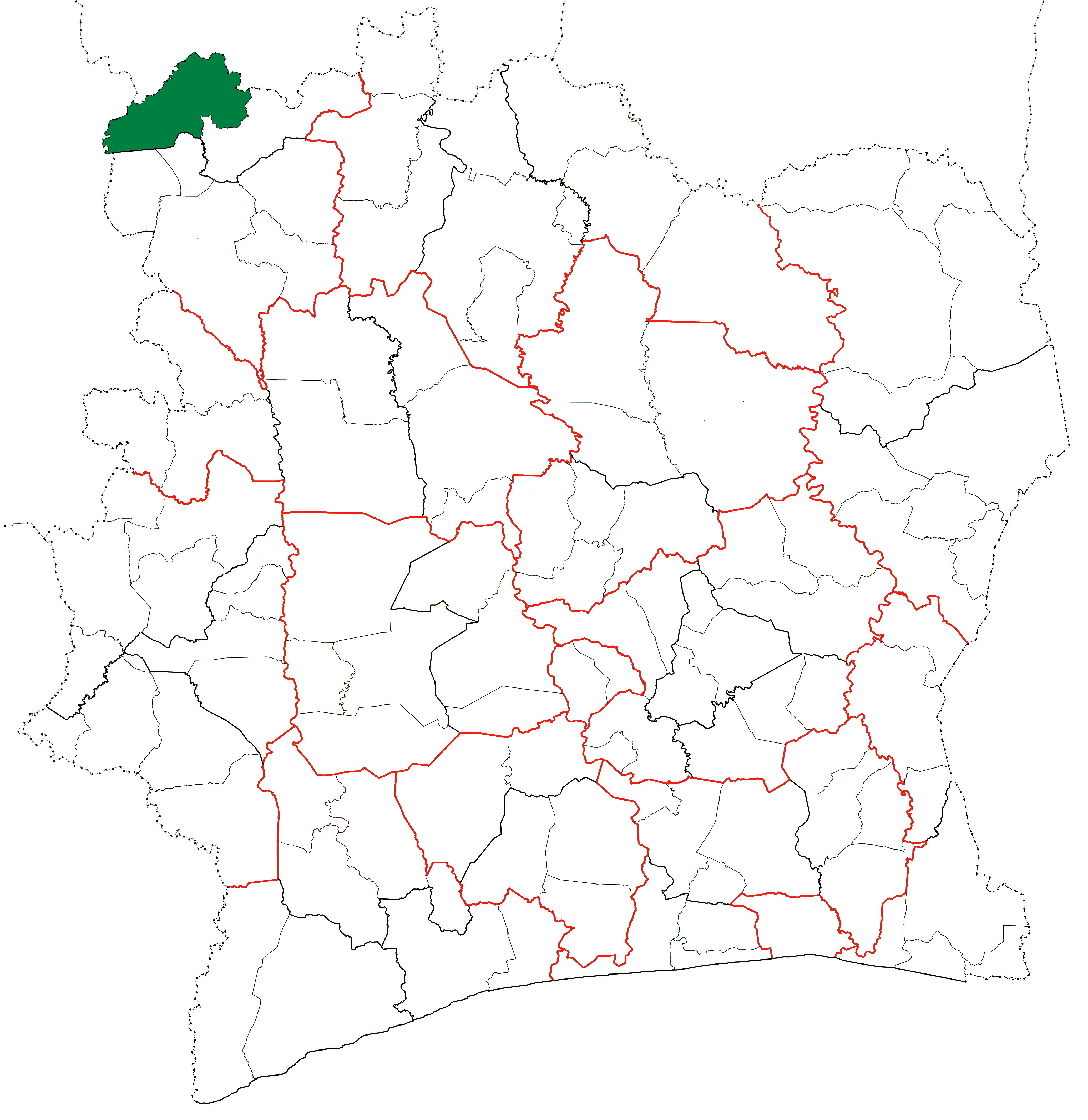

米尼尼昂省（法語：Minignan），是科特迪瓦的省份，位於該國西北部登蓋萊區，由福隆大區負責管轄，成立於2005年，面積3,500平方公里，2014年人口38,199，人口密度每平方公里11人。